# ムトゥシャン
ムトゥシャン（満洲語: ᠮᡠᡨᡠᡧᠠᠨ　転写：mutušan、穆圖善、1823年? - 1886年）は清朝の軍人。字は春巌。
満州鑲黄旗人。ナラタ氏（narata hala、那拉塔氏）。黒龍江チチハル出身。直隷省、山東省、山西省、河南省、安徽省を転戦して、捻軍や太平天国軍と戦い、バトゥルの称号を得た。1862年、ドロンガに従い陝西省に入り、太平天国の陳得才軍を破った。1864年にドロンガが戦死すると、欽差大臣代理、さらに荊州将軍に任じられ、劉蓉とともに陝西省の軍務にあたった。太平天国軍・捻軍・回民蜂起軍と戦い、1866年には陝甘総督代理となった。
1875年、正白旗漢軍都統代理となり吉林で馬賊の討伐にあたった。その後、青州副都統やチャハル都統を歴任した。1879年に福州将軍となり、清仏戦争では左宗棠の軍務を補佐し、長門（連江県琯頭鎮）でフランス軍を破った。1885年、欽差大臣に任命され、東三省で軍務にあたった。死後、果勇の諡号が贈られた。